# كارل بانش
كارل بانش (بالإنجليزية: Carl Bunch)‏ هو طبال وموسيقي أمريكي، ولد في 24 نوفمبر 1939 في بيغ سبرينغ في الولايات المتحدة، وتوفي في 26 مارس 2011 بسبب السكري.

## وصلات خارجية
- كارل بانش على موقع ميوزك برينز (الإنجليزية)